# Sint-Petersburgs Filharmonisch Orkest
Het Sint-Petersburgs Filharmonisch Orkest (volledige naam in Russisch: Заслуженный коллектив России Академический симфонический оркестр Санкт-Петербургской филармонии, Sasloeschennij kollektiv Rossii Akademitsjeski simfonitsjeski orkestr Sankt-Peterburgskoi filarmonii) werd in 1882 opgericht en is daarmee Ruslands oudste symfonieorkest.
Oorspronkelijk was het bekend onder de naam Keizerlijk Muziekkoor. Het gaf uitsluitend uitvoeringen voor het hof van Alexander III van Rusland. Tegen 1900 begon het ook openbare concerten te verzorgen. Er werd opgetreden door Franz Liszt, Hector Berlioz, Richard Wagner, Gustav Mahler, Arthur Rubinstein, pianist K. Schumann en zanger P. Viardo. Richard Strauss dirigeerde het orkest op een concert in 1912.
Na de Russische Revolutie werd het orkest overgenomen door de orkestleden, die de naam wijzigden in het Staats-Filharmonisch Orkest van Petrograd. In de jaren twintig van de 20e eeuw kreeg het orkest voor het eerst financieel ondersteuning van de staat en begon het een internationale reputatie te krijgen. Gastdirigenten in die tijd waren onder meer Bruno Walter, Ernest Ansermet en Hans Knappertsbusch. Het orkest veranderde zijn naam in Leningrads Filharmonisch Orkest.
De meeste internationale bekendheid verwierf het orkest in de 50 jaar waarin Jevgeni Mravinski eerste dirigent was. Het maakte in die tijd maar een beperkt aantal tournees naar het Westen, maar maakte zowel studio- als live-opnamen, waardoor het daar toch bekend werd. Bovendien verzorgde Mravinski met het orkest de premières van zes van de vijftien symfonieën van Dmitri Sjostakovitsj.
In 1991 kreeg het orkest zijn huidige naam, nadat de stad zelf haar oorspronkelijke naam terugkreeg. Vandaag de dag wordt het orkest internationaal erkend als een van de belangrijkere orkesten van de wereld. De huidige eerste dirigent is Nikolai Alexeev.

## Eerste dirigenten
- Hermann Fliege (1882 - 1907)
- Hugo Varlikh (1907 - 1917)
- Sergej Koesevitski (1917 - 1920)
- Alexander Khessin (1920)
- Emil Cooper (1920 - 1923)
- Valery Berdjaev (1924 - 1926)
- Nikolai Malko (1926 - 1930)
- Aleksandr Gauk (1930 - 1934)
- Fritz Stiedry (1934 - 1937)
- Jevgeni Mravinski (1938 - 1988) met tweede dirigent Kurt Sanderling (1941 - 1960)
- Joeri Temirkanov (1988 - 2022)
- Nikolai Alexeev (2022 - )